# Hubble Legacy Field

Hubble Legacy Field составлено из 7,5 тысяч снимков, собранных за 16 лет работы телескопа «Хаббл»

Hubble Legacy Field (HLF) — изображение небольшой области звёздного неба в созвездии Печь. В снимке объединены данные, собранные из тысяч других снимков за 16 лет работы космического телескопа «Хаббл». HLF было опубликовано 2 мая 2019 года.

## Описание
«Поле наследия Хаббла» охватывает область неба в которой находятся примерно 265 000 галактик. Изображение было собрано из 7,5 тысяч снимков, сделанных телескопом в течение 16 лет. Снимок показывает состояние многих галактик примерно 13,3 млрд лет назад или 500 миллионов лет после Большого взрыва. Для получения снимков, ставших основной HLF, использовались разные длины волн от ультрафиолетового до ближнего инфракрасного диапазонов. Изображение было получено на участке неба с низкой плотностью ярких звёзд в ближней зоне, что позволило гораздо лучше запечатлеть более тусклые и более удалённые объекты. Изображение основано в том числе на данных, собранных для Hubble Ultra Deep Field, Hubble Extreme Deep Field и Great Observatories Origins Deep Survey.
Размер области HLF составляет около 30 угловых минут, что примерно соответствует угловому размеру Луны.
C помощью Hubble Legacy Field учёные планируют отбирать цели для телескопов следующего поколения — «Джеймса Уэбба» и WFIRST.